# Jozef Barmoš
Jozef Barmoš (ur. 28 sierpnia 1954 w Šuranach) – piłkarz słowackiego pochodzenia. Jako obrońca rozegrał w reprezentacji Czechosłowacji 52 mecze.
Barmoš występował na Euro 1980 i Mundialu 1982, który odbywał się w Hiszpanii. Na tym ostatnim turnieju w przegranym 2-0 meczu z Anglią w Bilbao strzelił samobójczego gola. To spotkanie odbywało się w fazie grupowej mistrzostw.

## Źródła
- Jozef Barmoš w bazie National Football Teams (ang.)